# Ordnungssysteme
Die Ordnungssysteme. Studien zur Ideengeschichte der Neuzeit sind eine Schriftenreihe, die beim Verlag de Gruyter Oldenbourg in Boston und Berlin verlegt wird und in der seit 1998 unregelmäßig Monografien (mit wenigen Ausnahmen) erscheinen.

## Inhalt
Sie versteht sich als Sammlung von Monografien zu einer methodisch erneuerten Ideengeschichte. Es erscheinen darin Studien, die nach dem „Wechselspiel ideeller, politischer, kultureller und sozialer Veränderungsprozesse seit dem Zeitalter der Aufklärung“ fragen. Es sind die insbesondere vergleichende Untersuchungen zu „nationalen und kulturellen Eigenarten und gemeineuropäischen Dimensionen der Geschichte politisch-sozialer Ideen“. Es geht besonders um die jeweiligen Entwicklungs- und Durchsetzungbedingungen.
Die Reihe beinhaltet insbesondere Arbeiten zu folgenden Themen: „Ideenverkehr zwischen Europa und Nordamerika, Beziehungen zwischen politischen und religiösen Weltbildern, Umformung der politischen Leitideen von Liberalismus, Nationalismus und Sozialismus im 20. Jahrhundert, Wandel staatsbezogener Ordnungsideen und normativer Ideen des Politischen, Herausbildung traditionsstiftender, regionenbezogener Gegensatzpaare in der europäischen Ideenwelt, wie zum Beispiel den Ost-West-Gegensatz.“
Die Reihe Ordnungssysteme verknüpft die Analyse von Werken und Ideen mit ihren sozialen, kulturellen und politischen Kontexten, untersucht die „Bedeutung von Wissenssystemen in der Entwicklung der europäischen Gesellschaften und betrachtet Soziabilität und Kommunikation als tragende Gestaltungskräfte kultureller Produktion und bezieht Institutionen und Medien daher systematisch mit ein.“
Die Reihe wird von Anselm Doering-Manteuffel, Lutz Raphael, Jörg Baberowski und Florian Meinel herausgegeben. Ein früherer Mitherausgeber war Dietrich Beyrau.

## Bände
- Band 1: Michael Hochgeschwender: Freiheit in der Offensive? Der Kongreß für kulturelle Freiheit und die Deutschen, 1998.
- Band 2: Thomas Sauer: Westorientierung im deutschen Protestantismus? Vorstellungen und Tätigkeit des Kronberger Kreises, 1999.
- Band 3: Gudrun Kruip: Das „Welt“-„Bild“ des Axel Springer Verlags. Journalismus zwischen westlichen Werten und deutschen Denktraditionen, 1999.
- Band 4: Axel Schildt: Zwischen Abendland und Amerika. Studien zur westdeutschen Ideenlandschaft der 50er Jahre, 1999.
- Band 5: Rainer Lindner: Historiker und Herrschaft. Nationsbildung und Geschichtspolitik in Weißrußland im 19. und 20. Jahrhundert, 1999.
- Band 6: Jin-Sung Chun: Das Bild der Moderne in der Nachkriegszeit. Die westdeutsche „Strukturgeschichte“ im Spannungsfeld von Modernitätskritik und wissenschaftlicher Innovation 1948–1962, 2000.
- Band 7: Frank Becker: Bilder von Krieg und Nation. Die Einigungskriege in der bürgerlichen Öffentlichkeit Deutschlands 1864–1913, 2001.
- Band 8: Martin Sabrow: Das Diktat des Konsenses. Geschichtswissenschaft in der DDR 1949–1969, 2001.
- Band 9: Thomas Etzemüller: Sozialgeschichte als politische Geschichte. Werner Conze und die Neuorientierung der westdeutschen Geschichtswissenschaft nach 1945, 2001.
- Band 10: Martina Winkler: Karel Kramár (1860–1937). Selbstbild, Fremdwahrnehmungen und Modernisierungsverständnis eines tschechischen Politikers, 2002.
- Band 11: Susanne Schattenberg: Stalins Ingenieure. Lebenswelten zwischen Technik und Terror in den 1930er Jahren, 2002.
- Band 12: Torsten Rüting: Pavlov und der Neue Mensch. Diskurse über Disziplinierung in Sowjetrussland, 2002.
- Band 13: Julia Angster: Konsenskapitalismus und Sozialdemokratie. Die Westernisierung von SPD und DGB, 2003.
- Band 14: Christoph Weischer: Das Unternehmen ‘Empirische Sozialforschung‘. Strukturen, Praktiken und Leitbilder der Sozialforschung in der Bundesrepublik Deutschland, 2003.
- Band 15: Frieder Günther: Denken vom Staat her. Die bundesdeutsche Staatsrechtslehre zwischen Dezision und Integration 1949–1970, 2004.
- Band 16: Ewald Grothe: Zwischen Geschichte und Recht. Deutsche Verfassungsgeschichtsschreibung 1900–1970, 2005.
- Band 17: Anuschka Albertz: Exemplarisches Heldentum. Die Rezeptionsgeschichte der Schlacht an den Thermopylen von der Antike bis zur Gegenwart, 2006.
- Band 18: Volker Depkat: Lebenswenden und Zeitenwenden. Deutsche Politiker und die Erfahrungen des 20. Jahrhunderts, 2007.
- Band 19: Lorenz Erren: „Selbstkritik“ und Schuldbekenntnis. Kommunikation und Herrschaft unter Stalin (1917–1953), 2008.
- Band 20: Lutz Raphael, Heinz-Elmar Tenorth (Hrsg.): Ideen als gesellschaftliche Gestaltungskraft im Europa der Neuzeit. Beiträge für eine erneuerte Geistesgeschichte, 2006.
- Band 21: Thomas Großbölting: „Im Reich der Arbeit“. Die Repräsentation gesellschaftlicher Ordnung in den deutschen Industrie- und Gewerbeausstellungen 1790–1914, 2008.
- Band 22: Wolfgang Hardtwig (Hrsg.): Ordnungen in der Krise. Zur politischen Kulturgeschichte Deutschlands 1900–1933, 2007.
- Band 23: Marcus M. Payk: Der Geist der Demokratie. Intellektuelle Orientierungsversuche im Feuilleton der frühen Bundesrepublik: Karl Korn und Peter de Mendelssohn, 2008.
- Band 24: Rüdiger Graf: Die Zukunft der Weimarer Republik. Krisen und Zukunftsaneignungen in Deutschland 1918–1933, 2008.
- Band 25: Jörn Leonhard: Bellizismus und Nation. Kriegsdeutung und Nationsbestimmung in Europa und den Vereinigten Staaten 1750–1914, 2008.
- Band 26: Ruth Rosenberger: Experten für Humankapital. Die Entdeckung des Personalmanagements in der Bundesrepublik Deutschland, 2008.
- Band 27: Desiree Schauz: Strafen als moralische Besserung. Eine Geschichte der Straffälligenfürsorge 1777–1933, 2008.
- Band 28: Morten Reitmayer: Elite. Sozialgeschichte einer politisch-gesellschaftlichen Idee in der frühen Bundesrepublik, 2009.
- Band 29: Sandra Dahlke: Individuum und Herrschaft im Stalinismus. Emel’jan Jaroslavskij (1878–1943), 2010.
- Band 30: Klaus Gestwa: Die Stalinschen Großbauten des Kommunismus. Sowjetische Technik- und Umweltgeschichte, 1948–1967, 2010.
- Band 31: Susanne Stein: Von der Konsumenten- zur Produktionsstadt. Aufbauvisionen und Städtebau im Neuen China, 1949–1957, 2010.
- Band 32: Fernando Esposito: Mythische Moderne. Aviatik, Faschismus und die Sehnsucht nach Ordnung in Deutschland und Italien, 2011.
- Band 33: Silke Mende: „Nicht rechts, nicht links, sondern vorn“. Eine Geschichte der Gründungsgrünen, 2011.
- Band 34: Wiebke Wiede: Rasse im Buch. Antisemitische und rassistische Publikationen in Verlagsprogrammen der Weimarer Republik, 2011.
- Band 35: Rüdiger Bergien: Die bellizistische Republik. Wehrkonsens und „Wehrhaftmachung“ in Deutschland 1918–1933, 2012.
- Band 36: Claudia Kemper: Das „Gewissen“ 1919–1925. Kommunikation und Vernetzung der Jungkonservativen, 2012.
- Band 37: Daniela Saxer: Die Schärfung des Quellenblicks. Forschungspraktiken in der Geschichtswissenschaft 1840–1914, 2014.
- Band 38: Johannes Grützmacher: Die Baikal-Amur-Magistrale. Vom BAMlag zum Mobilisierungsprojekt unter Breznev, 2012.
- Band 39: Stephanie Kleiner: Staatsaktion im Wunderland. Oper und Festspiel als Medien politischer Repräsentation (1890–1930), 2013.
- Band 40: Patricia Hertel: Der erinnerte Halbmond. Islam und Nationalismus auf der Iberischen Halbinsel im 19. und 20. Jahrhundert, 2012.
- Band 41: Till Kössler: Kinder der Demokratie. Religiöse Erziehung und urbane Moderne in Spanien, 1890–1936, 2013.
- Band 42: Daniel Menning: Standesgemäße Ordnung in der Moderne. Adlige Familienstrategien und Gesellschaftsentwürfe in Deutschland 1840–1945, 2014.
- Band 43: Malte Rolf: Imperiale Herrschaft im Weichselland. Das Königreich Polen im Russischen Imperium (1864–1915), 2015.
- Band 44: Sabine Witt: Nationalistische Intellektuelle in der Slowakei 1918–1945. Kulturelle Praxis zwischen Sakralisierung und Säkularisierung, 2015.
- Band 45: Stefan Guth: Geschichte als Politik. Der deutsch-polnische Historikerdialog im 20. Jahrhundert, 2015.
- Band 46: Martin Kindtner: Propheten der Verflüssigung. Der französische Poststrukturalismus als Gegenwartsdiagnose und politisches Projekt [nicht erschienen].
- Band 47: Gregor Feindt: Auf der Suche nach politischer Gemeinschaft. Oppositionelles Denken zur Nation im ostmitteleuropäischen Samizdat 1976–1992, 2016.
- Band 48: Juri Auderset: Transatlantischer Föderalismus. Zur politischen Sprache des Föderalismus im Zeitalter der Revolutionen, 1787–1848, 2016.
- Band 49: Silke Martini: Postimperiales Asien. Die Zukunft Indiens und Chinas in der anglophonen Weltöffentlichkeit 1919–1939, 2017.
- Band 50: Sebastian Weinert: Der Körper im Blick. Gesundheitsausstellungen vom späten Kaiserreich bis zum Nationalsozialismus, 2017.
- Band 51: D. Timothy Goering: Friedrich Gogarten (1887–1967). Religionsrebell im Jahrhundert der Weltkriege, 2017.
- Band 52: Andrés Antolín Hofrichter: Fremde Moderne. Wissenschaftspolitik, Geschichtswissenschaft und nationale Narrative unter dem Franco-Regime, 1939–1964, 2018.
- Band 53: Fabian Thunemann: Verschwörungsdenken und Machtkalkül. Herrschaft in Russland, 1866–1953, 2019.
- Band 54: Anselm Doering-Manteuffel: Konturen von Ordnung. Ideengeschichtliche Zugänge zum 20. Jahrhundert. Hrsg. von Julia Angster, Eckart Conze, Fernando Esposito und Silke Mende, 2019.
- Band 55: Almuth Ebke: Britishness. Die Debatte über nationale Identität in Großbritannien, 1967 bis 2008, 2019.
- Band 56: David Schulz: Die Natur der Geschichte. Die Entdeckung der geologischen Tiefenzeit und die Geschichtskonzeptionen zwischen Aufklärung und Moderne, 2020.
- Band 57: Christian Sammer: Gesunde Menschen machen. Die deutsch-deutsche Geschichte der Gesundheitsaufklärung, 1945–1967, 2020.
- Band 58: Matthias Hansl: Erschöpfte Utopien. Dahrendorf, Habermas und das Ende der ›trente glorieuses‹, 2021.
- Band 59: Christian Volkholz: Freideutsch. Programm und Praxis einer kulturellen Avantgarde in Deutschland im 20. Jahrhundert, 2022.

ISSN 2190-1813